# ناحیه نیکسون، شهرستان دویت، ایلینوی
ناحیه نیکسون (به انگلیسی: Nixon Township) یک منطقهٔ مسکونی در ایالات متحده آمریکا است که در شهرستان دویت واقع شده‌است. ناحیه نیکسون ۵۷۱ نفر جمعیت دارد و ۲۱۶ متر بالاتر از سطح دریا واقع شده‌است.